# Lomaptera mutabilis
Lomaptera mutabilis är en skalbaggsart som beskrevs av Moser 1908. Lomaptera mutabilis ingår i släktet Lomaptera och familjen Cetoniidae. Utöver nominatformen finns också underarten L. m. umboiensis.